# パデルノ・ダッダ
パデルノ・ダッダ（伊: Paderno d'Adda）は、イタリア共和国ロンバルディア州レッコ県にある、人口約3,800人の基礎自治体（コムーネ）。

## 地理

### 位置・広がり
レッコ県南東部のコムーネ。ベルガモから西へ18km、県都レッコから南へ20km、ミラノから北東へ31kmの距離にある。

#### 隣接コムーネ
隣接するコムーネは以下の通り。BGはベルガモ県、MBはモンツァ・エ・ブリアンツァ県所属。
- カルスコ・ダッダ (BG)
- コルナーテ・ダッダ (MB)
- メドラーゴ (BG)
- ロッビアーテ
- ヴェルデーリオ

### 地勢・地形
- 河川：アッダ川

### 気候分類・地震分類
気候分類では、zona E, 2447 GGに分類される。
また、イタリアの地震リスク階級 (it) では、zona 3 (sismicità bassa) に分類される。

## 交通
アッダ川に鉄道道路併用橋であるサン・ミケーレ橋（パデルノ橋） (it:Ponte San Michele) が架かり、対岸カルスコ・ダッダとを結ぶ。アッダ川に架かる橋は、上流側ではブリーヴィオ - チザーノ・ベルガマスコ間の橋、下流側ではトレッツォ・スッラッダ - カプリアーテ・サン・ジェルヴァージオ間の橋までない。

### 鉄道
- セレーニョ＝ベルガモ線 (it:Ferrovia Seregno-Bergamo) 
  - パデルノ＝ロッビアーテ駅 (it:Stazione di Paderno-Robbiate)

鉄道は東にベルガモ、西にモンツァやミラノに至る。

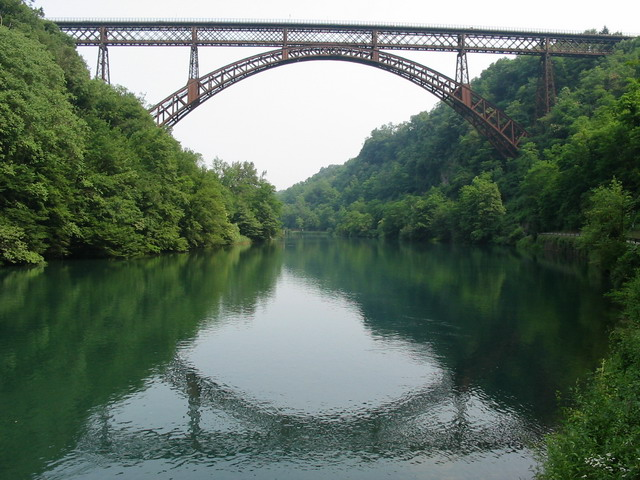
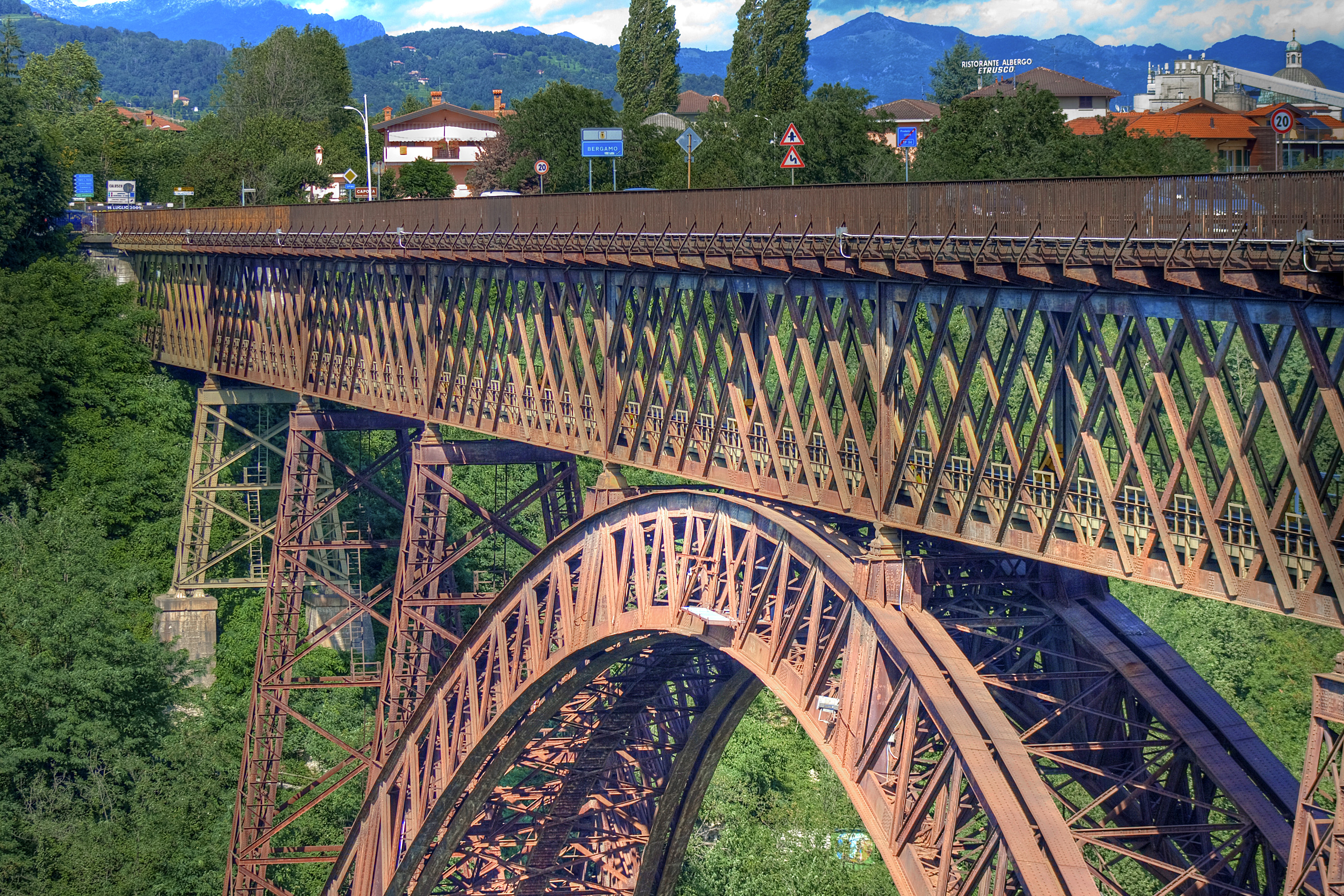
パデルノ橋。パデルノ側から